# Paunzhausen
Paunzhausen este o comună din landul Bavaria, Germania.